# 2010年バンクーバーオリンピックのエストニア選手団
2010年バンクーバーオリンピックのエストニア選手団（2010ねんバンクーバーオリンピックのエストニアせんしゅだん）は、2010年2月12日から2月28日までカナダのブリティッシュコロンビア州バンクーバー市で開催された2010年バンクーバーオリンピックのエストニア選手団、およびその競技結果。

## 概要
今大会は銀メダル1個を獲得した。

## メダル
| メダル | 選手名                       | 競技                   | 種目     |
| ------ | ---------------------------- | ---------------------- | -------- |
| 銀     | クリスチナ・シュミグン＝バヒ | クロスカントリースキー | 女子個人 |